# Bart van Hove (beeldhouwer)
Bartholomeus Johannes Wilhelmus Maria (Bart) van Hove (Den Haag, 18 maart 1850 – Amsterdam, 10 februari 1914) was een Nederlandse beeldhouwer.

## Leven en werk
Van Hove kwam voort uit een kunstenaarsgeslacht; hij was een zoon van kunstschilder Johannes Huybertus van Hove (1827-1881) en Marianna Christina Martinus. Zijn halfbroer Gerard en grootvader Bartholomeus Johannes van Hove (1790-1880) waren eveneens schilders. Hijzelf was getrouwd met Maria Cornelia Juliana Hekking, uit dit huwelijk werd onder anderen dochter Maria van Hove geboren. Hij studeerde aan de Haagse Tekenacademie in zijn geboorteplaats en vervolgens van 1870 tot 1874 aan het Nationaal Hoger Instituut voor Schone Kunsten in Antwerpen. Daarna had hij tot 1878 les van P.J. Cavelier in Parijs. Dit werd mogelijk gemaakt dankzij een Koninklijke Subsidie voor de Schilderkunst van prins Hendrik. In 1881 maakte hij een studiereis naar Italië. Na terugkomst in 1882 ging hij in Amsterdam wonen. Op verzoek van Pierre Cuypers werkte hij mee aan het decoratief beeldhouwwerk voor het Rijksmuseum. Als zelfstandig beeldhouwer maakte hij vooral veel portretbustes en standbeelden.
In 1885 werd Van Hove leraar aan de Kunstnijverheidsschool Quellinus in de hoofdstad en van 1889 tot 1900 was hij daar directeur. In 1900 werd hij hoogleraar aan de Rijksakademie van beeldende kunsten te Amsterdam, wat hij tot zijn dood in 1914 zou blijven. Bovendien is Bart van Hove meerdere jaren voorzitter geweest van de kunstenaarsvereniging Arti et Amicitiae.
Van Hove werd onder meer benoemd tot ridder in de Orde van Oranje-Nassau en ridder in het Legioen van Eer en was tevens Lid van de Academie van Schoone Kunsten en Wetenschappen in Antwerpen. Hij overleed op 63-jarige leeftijd, waarschijnlijk aan de gevolgen van diabetes, en werd begraven op Zorgvlied. Amsterdam vernoemde in 1955 een straat naar hem (Bart van Hovestraat in Nieuw-West).

## Atelier

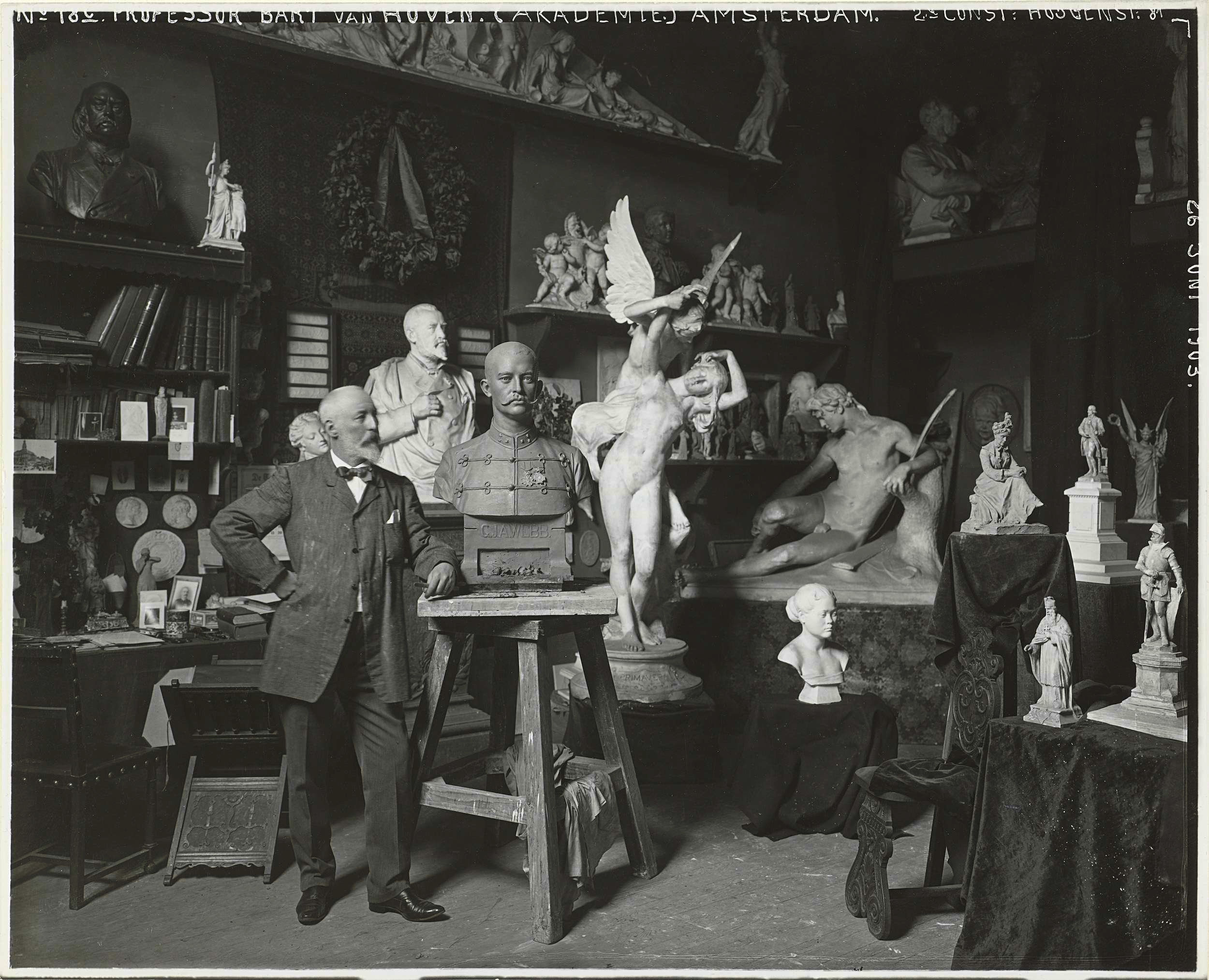
Bart van Hove in zijn atelier, gefotografeerd door Sigmund Löw in 1903

Van Hove had zijn atelier aan de Tweede Constantijn Huygensstraat 81 in Amsterdam. Dat werd in 1903 op de foto vastgelegd in een serie kunstenaarsportretten van fotograaf Sigmund Löw. In het atelier zijn diverse werken te herkennen, waaronder linksboven op de plank een buste van Johannes Bosscha jr.. De beeldhouwer staat naast een buste van G.J.A. Webb, daarachter een buste van Johannes Bosboom en aan de andere zijde het beeld Primavera (Lente). Daarnaast een beeld van een zittende Orion, waarmee Van Hove een bronzen medaille won op de Exposition Universelle (1878). Voor Orion staat een Javaans kopje, en rechts van hem de modellen van een beeldje van een zittende mevrouw Van Hove, het standbeeld van Jan Pieter Minckelers en de godin Victoria van het (inmiddels verdwenen) Atjehmonument. Primavera en Orion zijn halverwege de 20e eeuw vernietigd, de eerste vanwege het afstoten van de gipscollectie van het Rijksmuseum Amsterdam.
Op de plank rechts van de krans beeldengroepjes met putti voor de (oude) Stadsschouwburg en een buste van prinses Wilhelmina. In de rechter wand bovenin een halffiguur van David Bles (met de armen gekruist) en een buste van de jonge koningin Wilhelmina. Rechtsonder op de foto mgr. Ferdinand Hamer naast het beeld op de sokkel van Jan van Schaffelaar.

## Werken (selectie)
- Atjehmonument (1882-1883), Wilhelminapark, Batavia. Werd opgericht in 1898 en in 1961 gesloopt.
- Buste van Willem Hofdijk (1886), collectie Rijksmuseum Amsterdam
- Grafmonument Bosboom-Toussaint (1887)
- Buste van Johannes Bosboom
- Buste van Johannes Bosscha jr.
- Buste van G.J.A. Webb
- Buste van prinses Wilhelmina
- Buste van koningin Wilhelmina
- Zes beelden voor de Stadsschouwburg Amsterdam (1886-1888), die in 1890 afbrandde; Muziek en vreugde werd gered
- Westerman Monument (1891), Artis, Amsterdam
- Standbeeld van Ferdinand Hamer (1902), Nijmegen
- Standbeeld van Jan van Schaffelaar (1903), Barneveld
- Standbeeld van Jan Pieter Minckelers (ca. 1904), Maastricht
- Gedenkmonument Richard Hol (1906), Den Haag
- Us Heit, standbeeld van Willem Lodewijk van Nassau-Dillenburg (1906), Leeuwarden
- Buste van pastoor Verbaak (1907) in Kota Radja
- Monument Peter Wilhelm Janssen (1908), Bellamyplein in Amsterdam
- Monument voor Adriaen van Bergen (1904), Geerkade in Etten-Leur
- Sculptuur van vier leeuwen voor de Zeeburgersluis in Amsterdam (1891). Tegenwoordig staan twee ervan in Emmeloord en twee in Kraggenburg in de gemeente Noordoostpolder. Daarnaast zijn er meerdere kopieën geplaatst: vier in Emmeloord, vier in Zeeburg, één in Nagele en sinds 2015 weer vier in Amsterdam.[4]

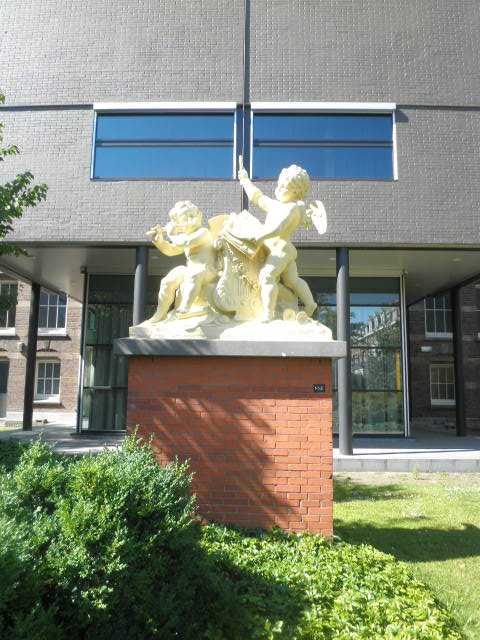
Muziek en Vreugde (1889) in Amsterdam
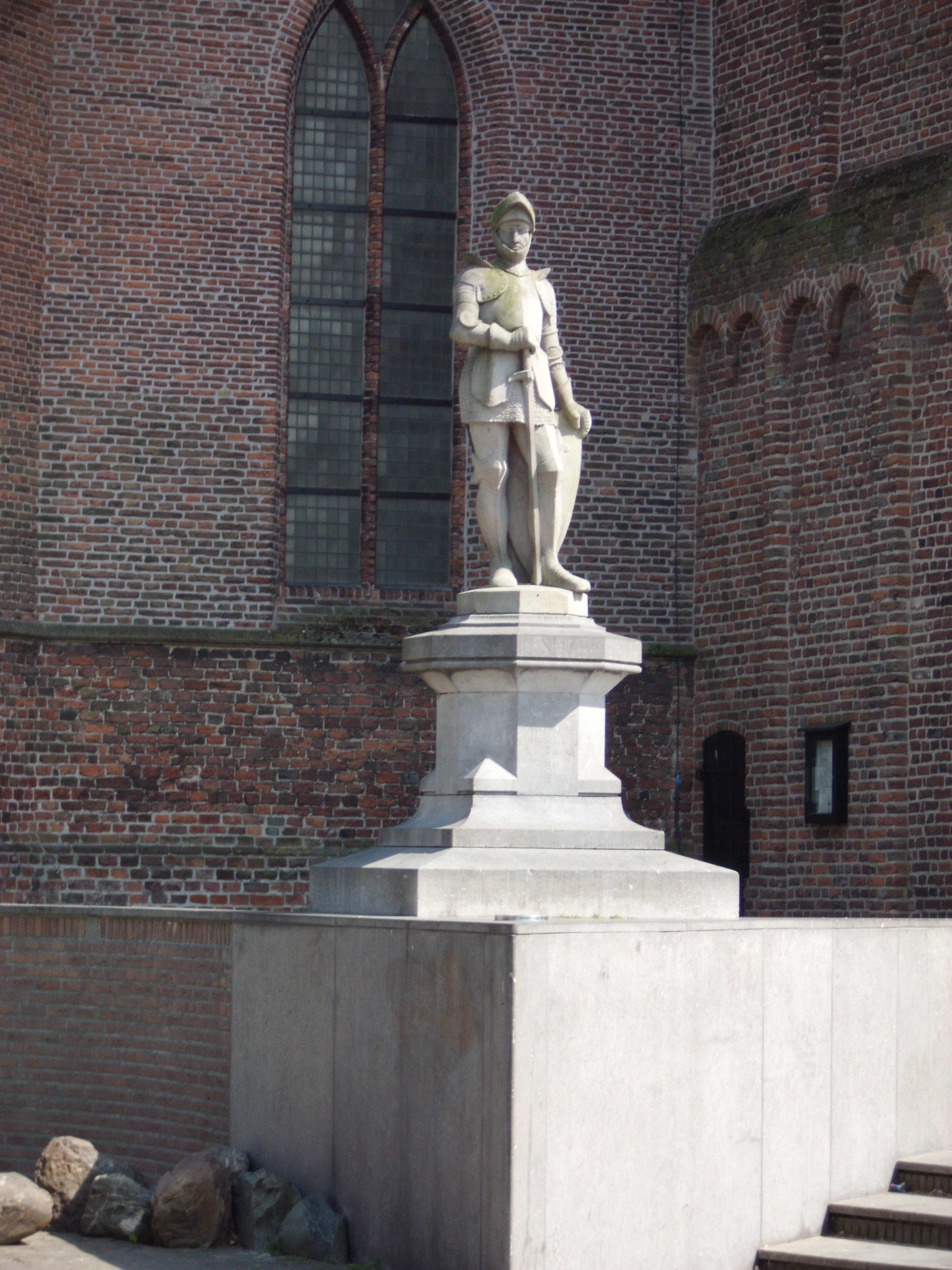
Jan van Schaffelaar (1903) in Barneveld
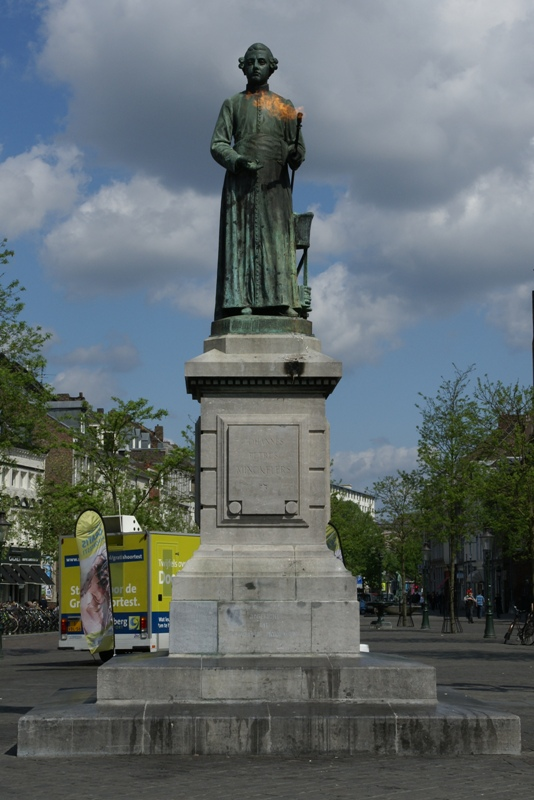
Jan Pieter Minckelers (ca. 1904), Maastricht
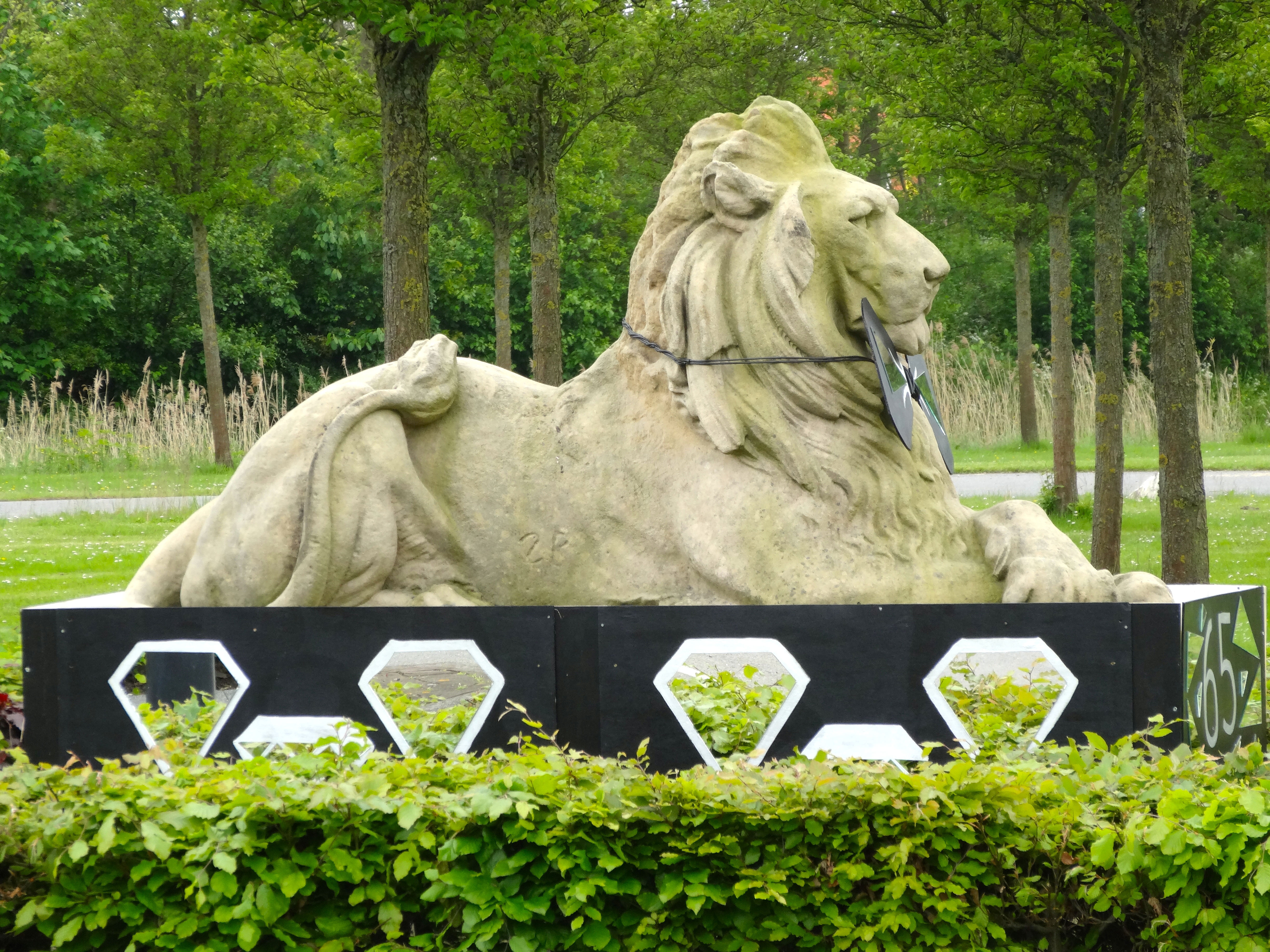
Sculptuur van een leeuw in Kraggenburg
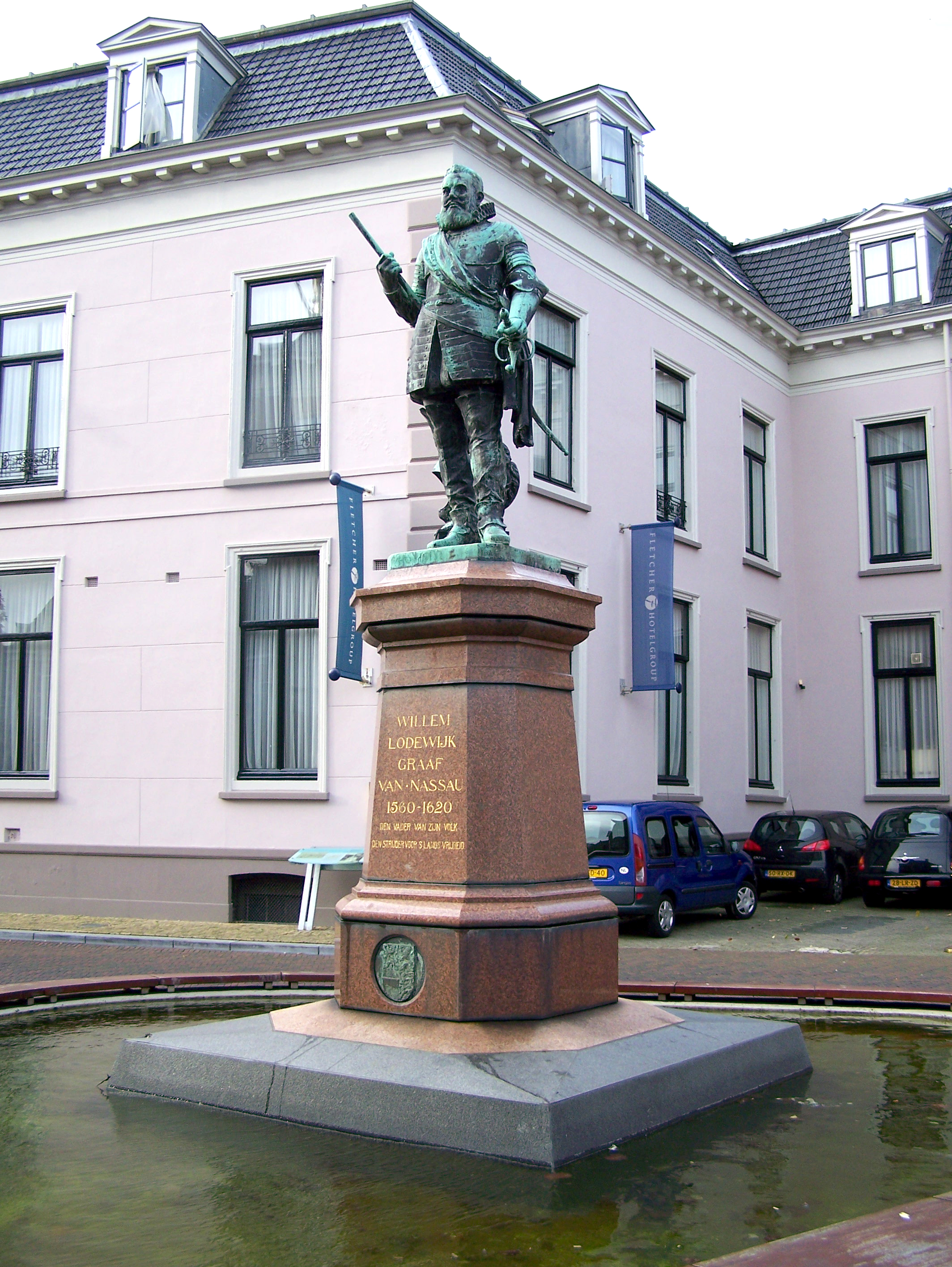
Us Heit (1906) in Leeuwarden
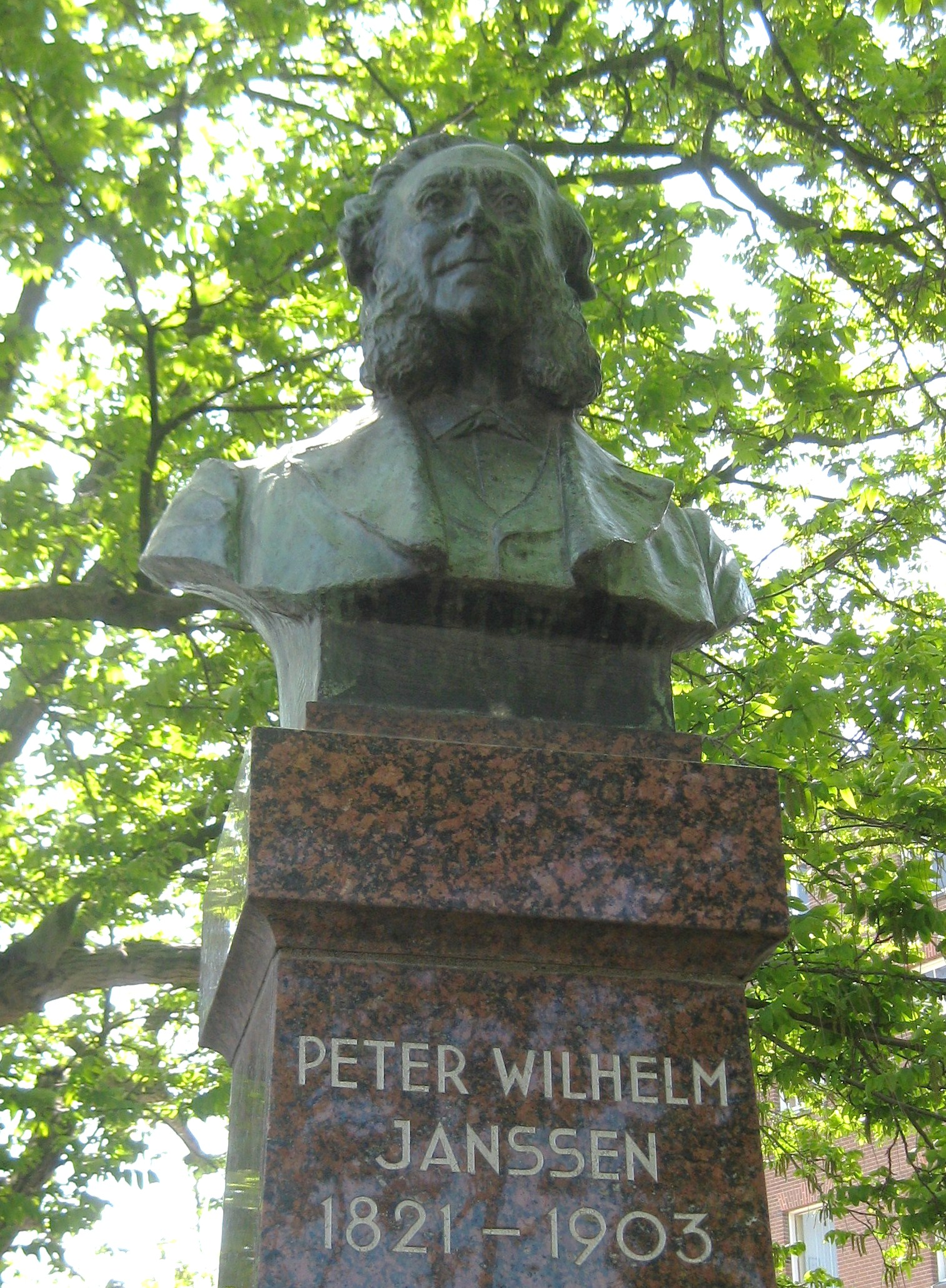
Monument voor Peter Wilhelm Janssen (1908) in Amsterdam

- Bibliothèque nationale de France: cb14966564k (data)
- Biografisch Portaal: 11387145
- Gemeinsame Normdatei: 131521632
- International Standard Name Identifier: 0000 0000 8000 8563
- Nederlandse Thesaurus van Auteursnamen: 294874747
- RKD-Nederlands Instituut voor Kunstgeschiedenis: 88407
- Union List of Artist Names: 500114425
- Virtual International Authority File: 67602027
- WorldCat: E39PBJwhBdBQdHBy8bCTTFcMfq